# Gelber Lichtnelken-Kapselspanner
Der Gelbe Lichtnelken-Kapselspanner (Perizoma flavofasciata) ist ein Schmetterling (Nachtfalter) aus der Familie der Spanner (Geometridae). Der Artname leitet sich von den lateinischen Worten flavus und fascia mit den Bedeutungen „gelb“ und „Binde“ ab und bezieht sich auf die Zeichnung auf der Flügeloberseite der Falter.

## Merkmale

### Falter
Die Falter erreichen eine Flügelspannweite von 19 bis 32 Millimetern. Farblich unterscheiden sich die Geschlechter nicht. Die Grundfarbe der Vorderflügeloberseite ist weißlich und von mehreren gelblichen bis ockerfarbenen Querbinden durchzogen, deren mittlere saumwärts zwei lange Zacken zeigt. Von der weißlich gefärbten Hinterflügeloberseite hebt sich ein leicht verdunkeltes Saumband ab.

### Raupe
Ausgewachsene Raupen sind kurz und gedrungen. Sie haben eine weißliche bis gelbliche Farbe und zeigen breite rotbraune Nebenrückenlinien sowie schwarze Stigmen. Die Kopfkapsel ist glänzend schwarzbraun, Nackenschild und Analplatte sind dunkelbraun.

### Ähnliche Arten
Der Klappertopf-Kapselspanner (Perizoma albulata) unterscheidet sich durch die schwach graubraune Zeichnung auf der Vorderflügeloberseite.

## Verbreitung und Vorkommen

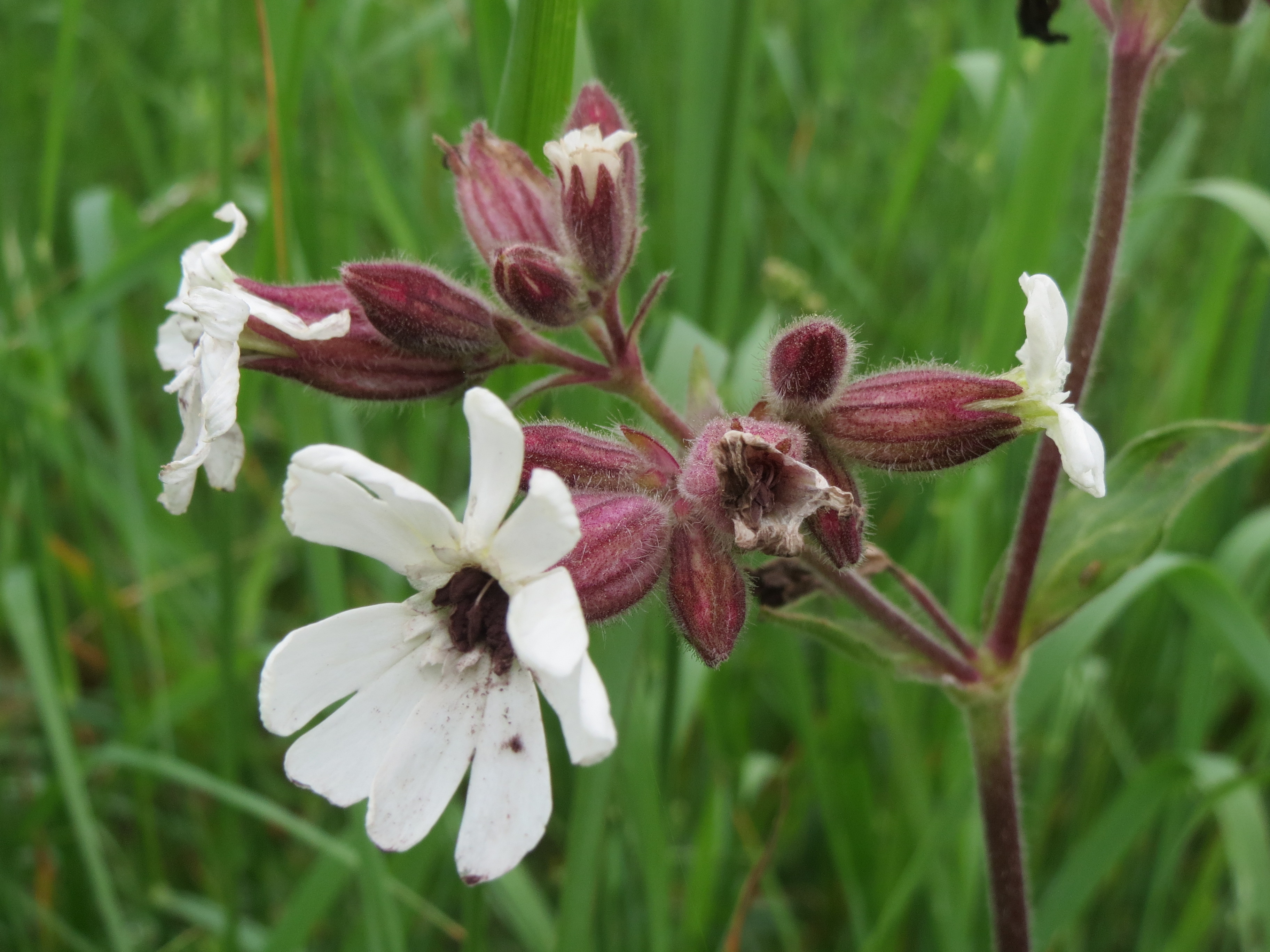
Weiße Lichtnelke (Silene latifolia), eine Nahrungspflanze der Raupen

Das Verbreitungsgebiet des Gelben Lichtnelken-Kapselspanners erstreckt sich durch weite Teile West- und Mitteleuropas einschließlich der Britischen Inseln und weiter östlich bis zum Ural und dem Altaigebirge. Die Art besiedelt bevorzugt Wiesentäler, Auen, Ufergebiete, buschige Wiesen sowie Gärten. In den Alpen steigt sie bis auf 1500 Meter.

## Lebensweise
Der Gelbe Lichtnelken-Kapselspanner bildet zumeist eine Generation im Jahr, deren Falter von Mitte April bis Mitte Juli fliegen. In klimatisch günstigen Gegenden wurden Exemplare noch im August oder September gefunden, die einer zweiten Generation entstammen. Die Falter sind dämmerungs- und nachtaktiv und besuchen künstliche Lichtquellen. Hauptnahrung der Raupen sind die Früchte der Roten- (Silene dioica) oder der Weißen Lichtnelke (Silene latifolia), gelegentlich auch der Bartnelke (Dianthus barbatus). Die Raupen leben während ihrer Entwicklung zunächst in den Blüten, später in den Samenkapseln. Die Art überwintert als Puppe.